# Prionus curticollis
Prionus curticollis är en skalbaggsart som beskrevs av Thomas Casey 1912. Prionus curticollis ingår i släktet Prionus och familjen långhorningar. Inga underarter finns listade i Catalogue of Life.